# Otoglossum serpens
Otoglossum serpens là một loài thực vật có hoa trong họ Lan. Loài này được (Lindl.) N.H.Williams & M.W.Chase mô tả khoa học đầu tiên năm 2001.